# IC 411
IC 411 ist eine linsenförmige Galaxie vom Hubble-Typ S0 im Sternbild Hase südlich des Himmelsäquators. Sie ist schätzungsweise 420 Millionen Lichtjahre von der Milchstraße entfernt und hat einen Durchmesser von etwa 150.000 Lichtjahren. 

Im selben Himmelsareal befindet sich unter anderem die Galaxie IC 2121.
Die Typ-Ia-Supernova SN 2012H wurde hier beobachtet.
Das Objekt wurde im Februar 1889 von dem US-amerikanischen Astronomen Lewis A. Swift entdeckt.